# شرم (بعدان)

تعديل مصدري - تعديل

شرم محلة تابعة لقرية بيت القطيني، التابعة لعزلة بني منصور بمديرية بعدان إحدى مديريات محافظة إب في الجمهورية اليمنية، بلغ تعداد سكانها 82 حسب تعداد اليمن لعام 2004.